# (466879) 2015 CL60
(466879) 2015 CL60 es un asteroide perteneciente al cinturón de asteroides, descubierto el 19 de noviembre de 2008 por el equipo Spacewatch desde el Observatorio Nacional de Kitt Peak (Arizona, Estados Unidos).